# Sabang Mawang Barat
Sabang Mawang Barat is een bestuurslaag in het regentschap Natuna van de provincie Riau-archipel, Indonesië. Sabang Mawang Barat telt 462 inwoners (volkstelling 2010).